# Fanølinjen
FanøLinjen (tidligere FanøFærgen) er færgeforbindelsen imellem Fanø og Esbjerg. Ruten drives af rederiet Molslinjen.
Sejlturen fra Esbjerg til Nordby er kun ganske få kilometer og selve turen tager blot 12 minutter. Grundet denne korte overfartstid er der flere overgange hver time med 20, 30 og 40 minutters interval mellem kl. 04:50 og 00:15. Færgeruten er det eneste transportmiddel, der forbinder Fanø og fastlandet.

## Rederiets historie
1699: For første gang blev der udstedt en bevillig til færgeoverfart, hvilket skete, da der kom en bevilling
mellem Fanø og Strandby (Esbjerg) (som det har været lige siden) til Oluf Christian Engelstoft.
1811: Færgetjeneste blev indført blandt beboerne i Nordby, da ejeren af ruten ikke længere ønskede at opretholde overfarten, da den ikke var lønsom nok til hans ønske. Dette blev for en kortvarig løsning, da fanikkerne ikke have lysten til at drive overfarten. Året efter kom der igen en mere normal løsning, hvor overfarten havde en ejer, der varetog færgefarten.
1875: Hans Svarrer, der var en stor skibsfører på det givne tidspunkt overtager færgeriet og dermed også overfarten mellem Esbjerg og Fanø. I 1874 blev der anlagt en større havn i Esbjerg, hvilket åbnede nye muligheder, og derfor overtog Hans Svarrer driften. Hans plan var at indsætte et dampskib på ruten.
1878: Et par år efter Hans Svarrer overtog færgeriet blev det første dampskib indsat på overfarten, og sejltiden mellem øen og fastlandet blev mindsket betragteligt.
1891: Efter at have været på Hans Svarrers hænder i lidt over et årti, blev overfarten og færgeriet overtaget af skibsbygmester Thomas Dahl, der var en af den mest fremtrædende forretningsmænd i Esbjerg/Fanø-området, som også var med til at stifte en bank i byen. Hans Svarrer var dog stadig en del af færgeriet, men hans betydning var mere begrænset, da man skulle bo på Fanø, for at være en del af ejerkredsen.
1896: Samarbejdet holdt et par år inden færgeriet blev solgt, og efterfølgende blev omdannet et til aktieselskab, hvilket åbnede muligheden for flere ejere og en større kapital bag firmaet. Der var samtidig planer om, at det skulle blive del af et større internationalt selskab.
1901: De internationale planer blev afløst af et salg i 1901, til et århusselskab, som havde færgeriet de næste 17 år, indtil Postvæsenet overtog driften i 1918, og de næste godt 50 år.
1977: Efter at have været ejet af Postvæsenet, blev det DSB, der overtog både ruten, færgerne og terminalbygningen i Esbjerg. De kommende 22 år gik det under DSB, indtil det i 1995 helt naturligt overgik til DSB Rederi ,inden de solgte det til Scanlines i 1997.
1998: M/F Fenja og M/F Menja sættes ind.
2008: Både ruten og skibene blev endnu en gang solgt, denne gang til Clipper Group A/S, der holdt driften kørende under Nordic Ferry Services. Her skiftede ruten også navn til FanøTrafikken, som dele navn på BornholmerFærgen, som var en del af Nordic Ferry Services, som ejedes 50/50 med Clipper Group. Efterfølgende skiftede de navn til Danske Færger A/S, og siden har ruten heddet FanøFærgen.
2018: Efter Molslinjen opkøb hedder ruten nu Fanølinjen.
2021: I oktober 2021 blev elfærgen M/F Grotte (de) sat i drift for bl.a. at mildne den stigende bilkø i sommermånederne. Samtidig blev den mindre færge M/F Sønderho, der længe havde været brugt som nødfærge, solgt til ophugning.

## Rederiets nuværende færger
I øjeblikket er der færgerne M/F Fenja og M/F Menja som besejler ruten, der begge blev bygget på Morsø Værft og søsat i 1998. De har begge plads til 396 passagerer og 35 personbiler. Desuden har de også et specielt område på dækket, hvor der kan holde 60 cykler. M/F Grotte en elfærge, til 300 passagerer og 35 personbiler, blev sat i drift i oktober 2021. Siden sin indsættelse har M/F Grotte fået status som primærfærge, hvorimod de to andre færger kun supplerer den. Alle færger har en servicefart på 11,5 knob